# Дребер
Дребер (њем. Drebber) општина је у њемачкој савезној држави Доња Саксонија. Једно је од 47 општинских средишта округа Дипхолц. Према процјени из 2010. у општини је живјело 2.940 становника. Посједује регионалну шифру (AGS) 3251013.

## Географски и демографски подаци
Дребер се налази у савезној држави Доња Саксонија у округу Дипхолц. Општина се налази на надморској висини од 34 метра. Површина општине износи 47,0 km². У самом мјесту је, према процјени из 2010. године, живјело 2.940 становника. Просјечна густина становништва износи 63 становника/km².